# Amsacta celebesica
Amsacta celebesica är en fjärilsart som beskrevs av Embrik Strand 1919. Amsacta celebesica ingår i släktet Amsacta och familjen björnspinnare. Inga underarter finns listade i Catalogue of Life.